# Arthur Johlige
Arthur Johlige (* 25. Oktober 1857; † 26. Oktober 1937 in Leipzig) war ein deutscher Architekt des Historismus.

## Leben
Johlige gründete gemeinsam mit August Hermann Schmidt (1858–1942) das Architekturbüro Schmidt & Johlige in Leipzig.
Er wurde vom sächsischen Staat mit dem Ehrentitel Baurat ausgezeichnet.

## Bauten
Zu den stadtbildprägenden Leipziger Bauten des Büros Schmidt & Johlige gehört Zills Tunnel (1887–1888), der Felsenkeller (1890), das Centraltheater (1902) und das Konfektionshaus Franz Ebert (1902–1904, späteres Kaufhaus Topas, heute eine Filiale der Commerzbank). Von 1903 an lebte er in der von ihm selbst entworfenen Villa Mozartstraße 21a (Villa Johlige) im Leipziger Musikviertel, von der nach Kriegsschäden nur noch das Erdgeschoss erhalten war und die 2016 nach altem Vorbild wieder aufgestockt wurde. Weitere Bauten im Musikviertel sind das Wohnhaus Beethovenstraße 19 (1887), die Villa Grassistraße 1 (1897–1898) und die Gebäude Schwägrichenstraße 6 (1894, Kriegsverlust) und 15 (1894).

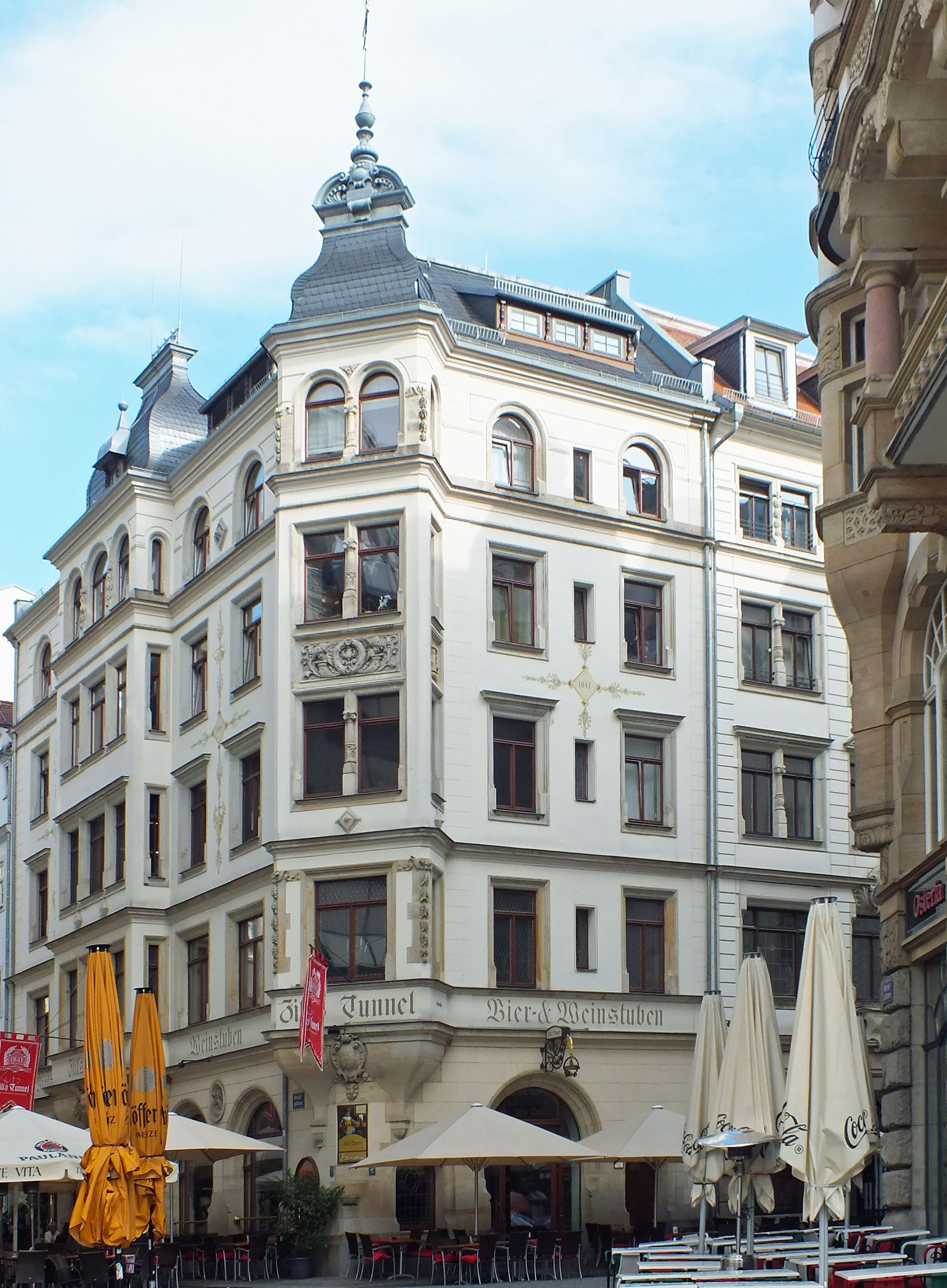
Zills Tunnel (2017)
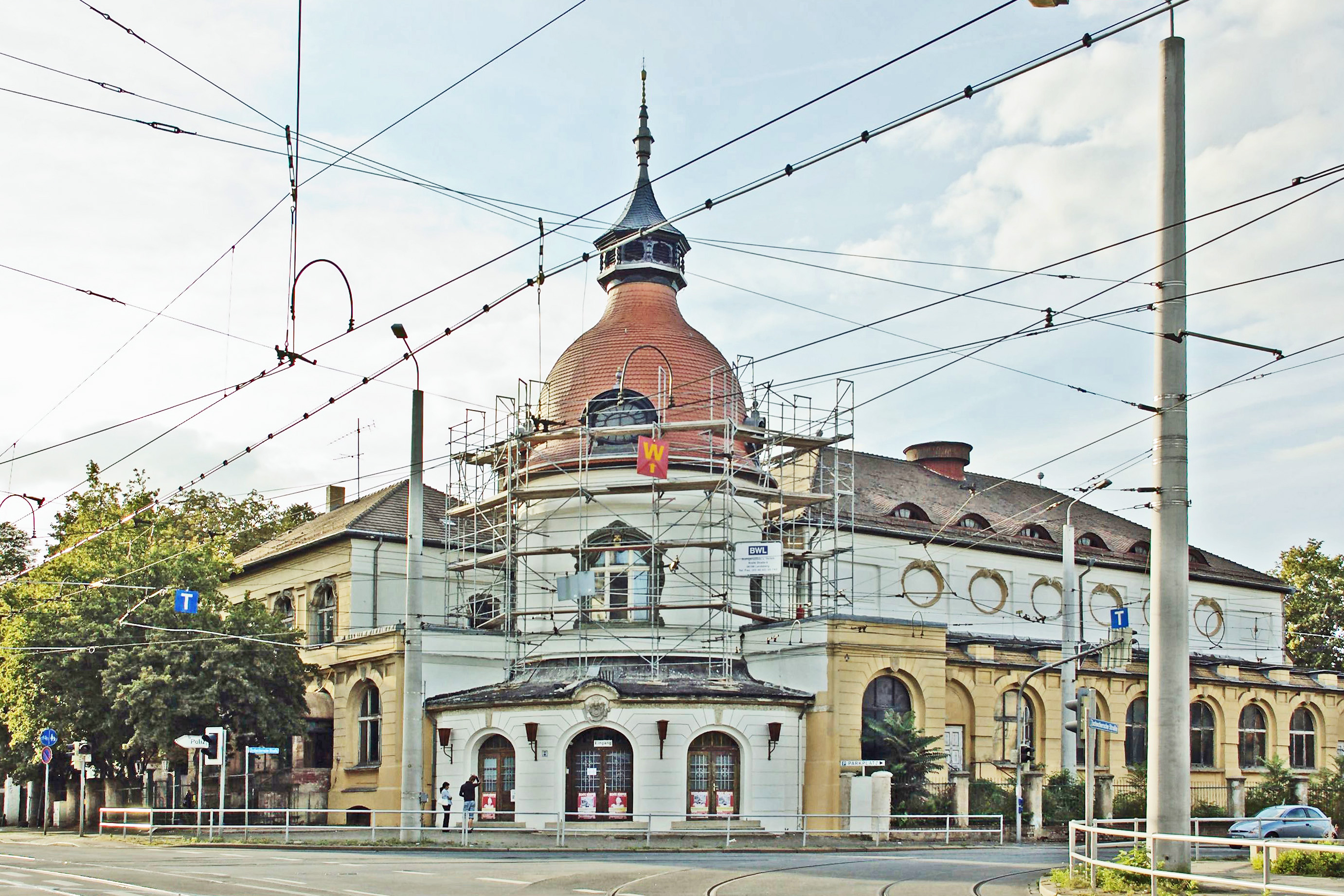
Felsenkeller (2007)
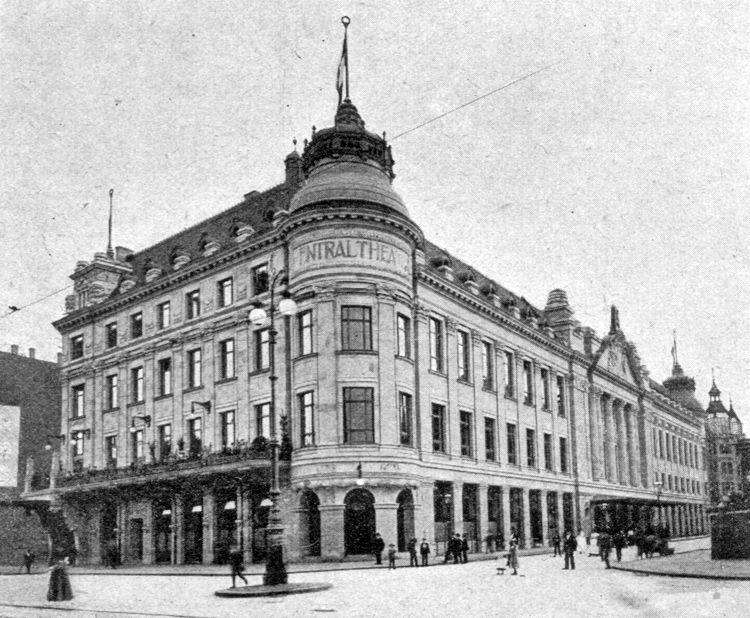
Centraltheater (1902)
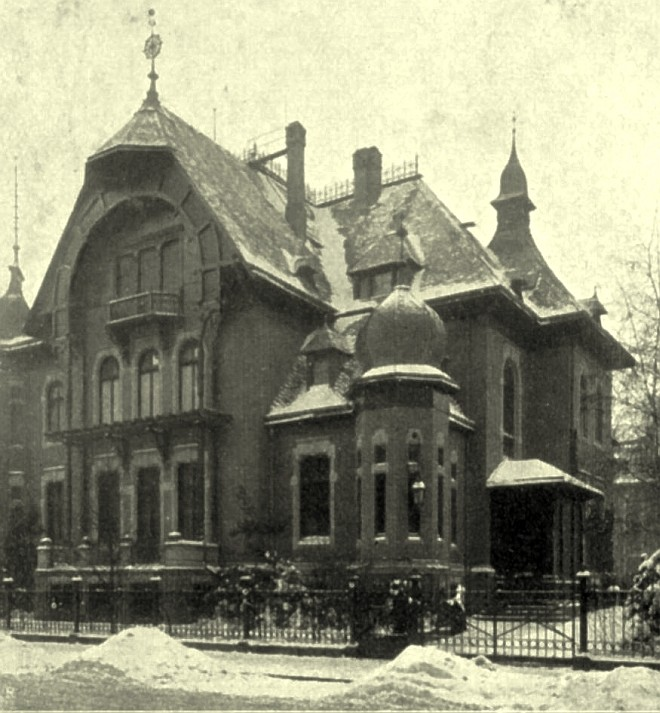
Villa A. Prüfer, Schwägrichenstraße 6 (um 1905)
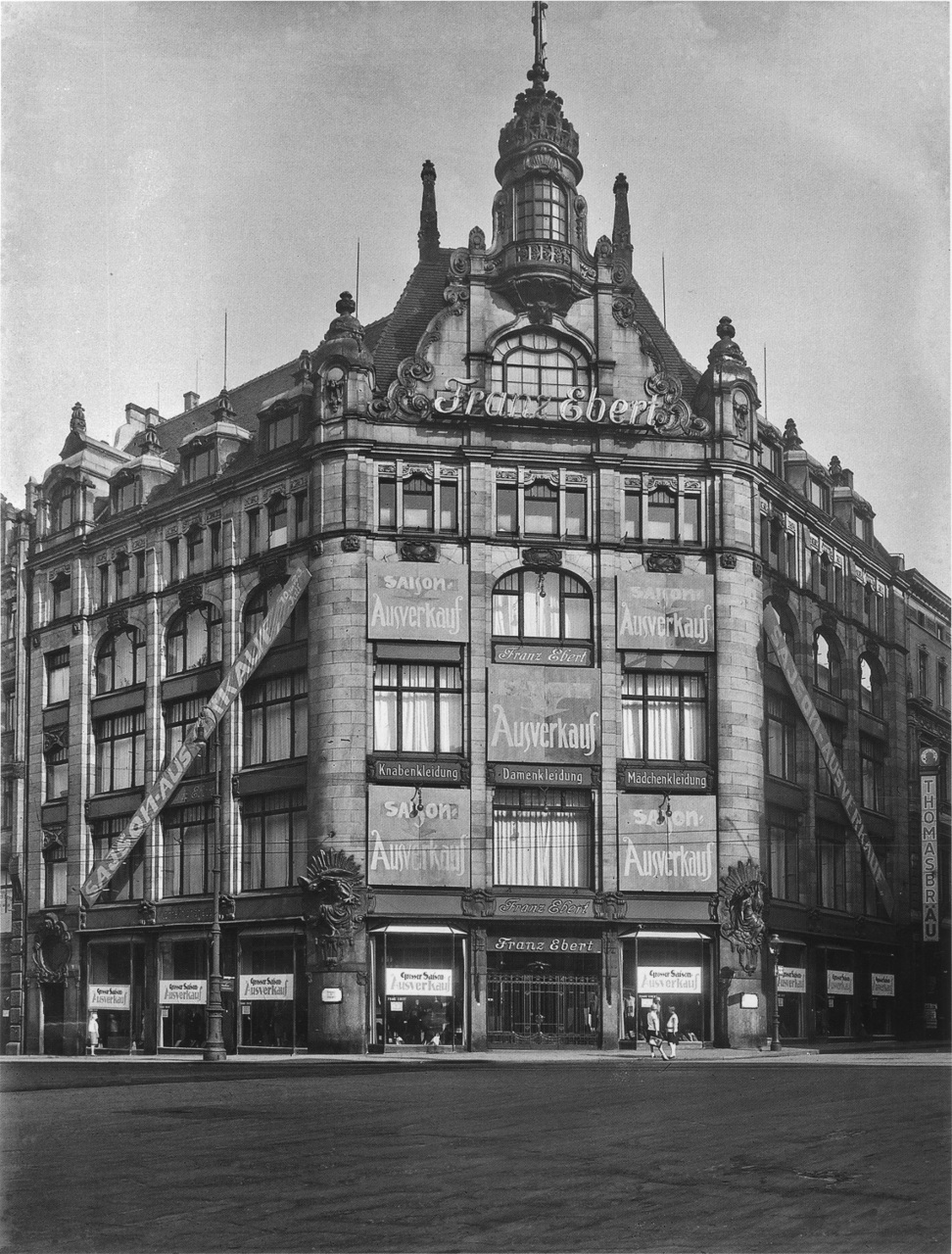
Konfektionshaus Franz Ebert (um 1920; Fotoatelier Hermann Walter)
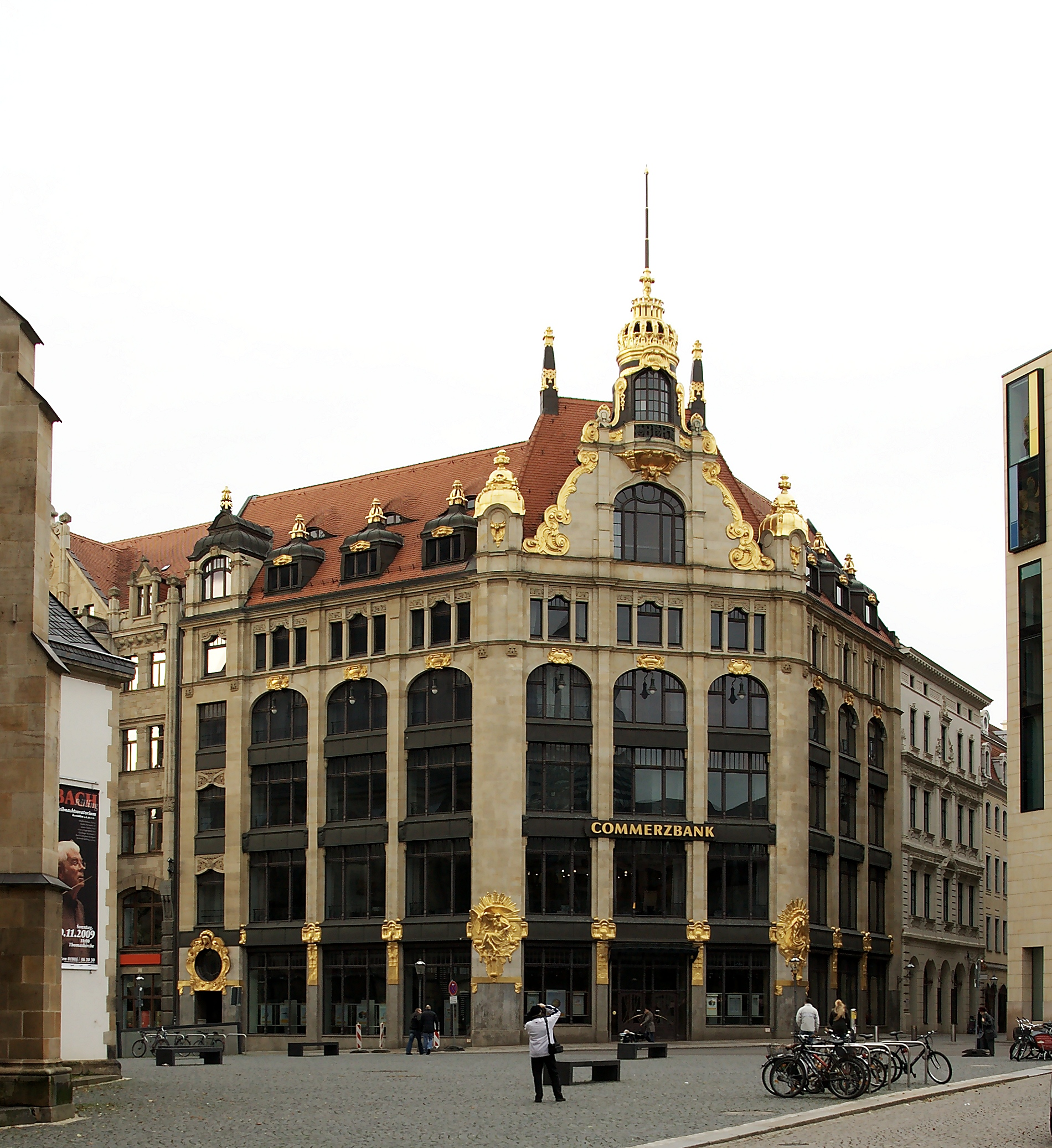
Ehemaliges Konfektionshaus Franz Ebert (2009)
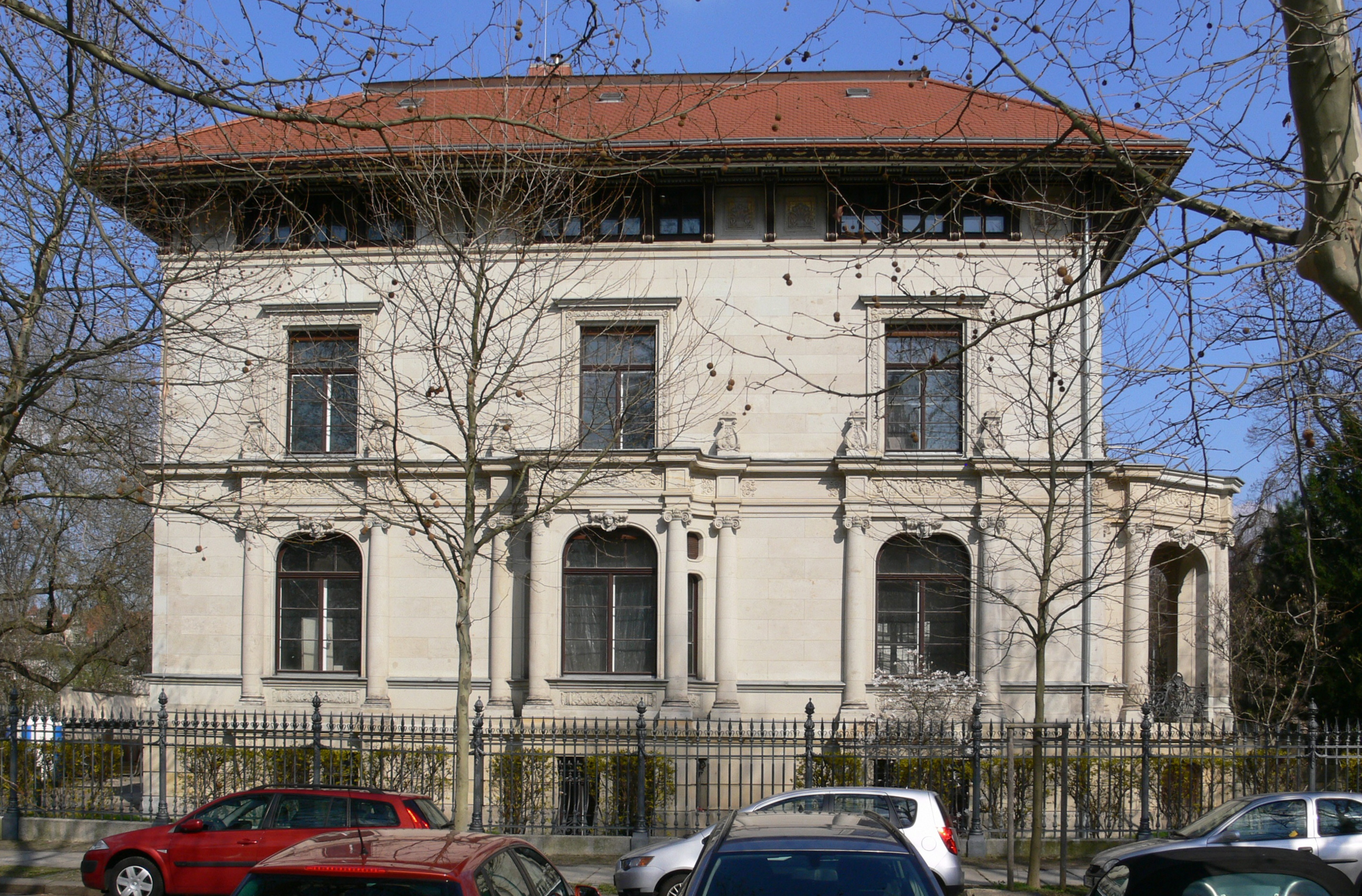
Villa W. Polz, Grassistraße 1 (2010)
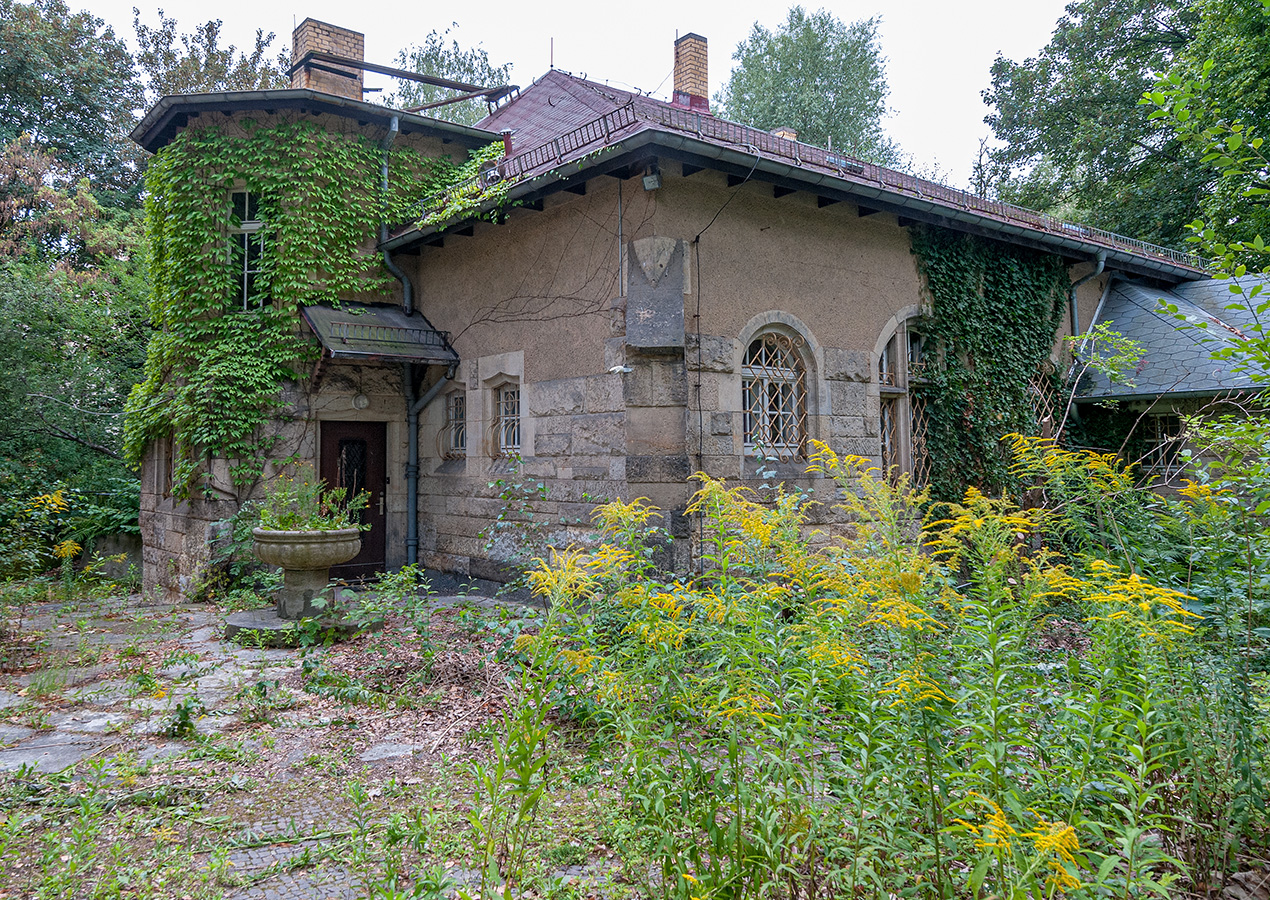
Villa Johlige (2008)